# U-3508
U-3508 — подводная лодка типа XXI немецкой Кригсмарине времен Второй мировой войны. Лодка (немцами этот тип прозван Elektroboote) была заложена 25 июля 1944 на верфи Schichau-Werke в Данциге, спущена на воду 22 сентября 1944, вступила в строй 2 ноября 1944. За время службы не сделала ни одного боевого похода, проводя все время в учебных плаваниях. Входила в состав 8-й флотилии до 15 февраля 1945, затем 5-й флотилии с 16 февраля по 4 марта. Затонула 4 марта 1945 на рейде в Вильгельмсхафен, в результате бомбардировок союзников.